# مارکو باندراس
مارکو باندراس (انگلیسی: Marco Banderas؛ زاده ۱۳ فوریهٔ ۱۹۶۷) یک بازیگر پورنوگرافی اهل اروگوئه است.